# 冲永荘兵衛
冲永 荘兵衛（おきなが しょうべえ、1903年（明治36年）12月8日 - 1981年（昭和56年）2月21日）は、日本の政治家、教育者。

## 来歴・人物
1903年、愛媛県喜多郡長浜町（現・愛媛県大洲市）に生まれる。実家は小地主の家系だった。1926年日本大学商学部を卒業後、東京府荏原区会議員を歴任した。
郷里愛媛県の先輩で弁護士・東京市会議員である尾中勝也やのちに帝京商業学校長となる忠石弘治らとともに、1931年、東京府渋谷町に現在の帝京大学グループの源流となる財団法人帝京商業学校を設立する。1943年、帝京中学校（現 帝京大学中学校・高等学校）を創設、同時に理事長・校長に就任した。その後も、1962年帝京第三高等学校・帝京短期大学、1963年帝京第五高等学校、1966年帝京大学を設立し、学園の拡大に努めた。1979年財団法人帝京育英財団を創設した。
母校の日本大学の監事・評議員として日本大学の発展に寄与し、晩年まで無報酬で日本大学の運営にも尽力した。全日本柔道連盟国際委員長や東京都防犯連合会会長などを務めた。
「力むれば必ず達す、努力は実力を生み、実力は自信を養い、自信は興味を倍加する」を教育理念としていた。